# سن خوزه د میراندا
سن خوزه د میراندا (انگلیسی: San José de Miranda) نام یک منطقه مسکونی در کلمبیا است.